# Ümraniyespor
Ümraniyespor Kulübü w skrócie Ümraniyespor – turecki klub piłkarski, grający w TFF 1. Lig, mający siedzibę w mieście Stambuł.

## Historia
Klub został założony w 1938 roku. W sezonie 2015/2016 klub po raz pierwszy w swojej historii awansował do drugiej ligi tureckiej.

## Stadion
Domowe mecze klub rozgrywa na stadionie o nazwie Ümraniye İlçe Stadyumu, położonym w mieście Stambuł. Stadion może pomieścić 2500 widzów.

## Skład na sezon 2019/2020
| Nr | Poz. | Piłkarz                                |
| -- | ---- | -------------------------------------- |
| 1  | BR   | Taha Cengiz Demirtaş                   |
| 5  | OB   | Emre Kurt                              |
| 6  | PO   | Timur Temeltaş                         |
| 7  | PO   | Riad Nouri                             |
| 9  | NA   | Mücahit Can Akçay                      |
| 10 | NA   | Bahadır Taşdelen                       |
| 12 | PO   | Chukwuma Akabueze                      |
| 13 | OB   | Vasco Fernandes                        |
| 17 | PO   | Tonći Mujan (wypożyczony z Domžale)    |
| 18 | OB   | Gökhan Süzen                           |
| 19 | PO   | Erdem Seçgin (wypożyczony z Beşiktaşu) |
| 20 | PO   | Serkan Göksu                           |
| 22 | NA   | Ajdin Hasic (wypożyczony z Beşiktaşu)  |

| Nr | Poz. | Piłkarz                                    |
| -- | ---- | ------------------------------------------ |
| 23 | OB   | Alaaddin Okumuş                            |
| 24 | OB   | Muharrem Öner (wypożyczony z Başakşehiru)  |
| 26 | NA   | Ghislain Gimbert                           |
| 27 | NA   | Honore Gomis                               |
| 35 | BR   | Burak Ögür                                 |
| 44 | OB   | Tomislav Glumac                            |
| 72 | PO   | Muhammed Gönülaçar                         |
| 81 | OB   | Tarık Tekdal                               |
| 88 | PO   | Fıratcan Üzüm (wypożyczony z Trabzonsporu) |
| 96 | BR   | Süleyman Enes Özer                         |
| 97 | BR   | Enes Fidayeo                               |
| 99 | OB   | Yunus Emre Gedik                           |

## Reprezentanci kraju grający w klubie
Stan na luty 2020
| - Abdülkadir Parmak - Dimityr Rangełow - Aaron Appindangoyé - Lévy Madinda - Mahatma Otoo | - Chukwuma Akabueze - Valentin Lazăr - Boubacar Dialiba - Honoré Gomis |